# 開設記念競輪
開設記念競輪（かいせつきねんけいりん）は、競輪におけるGIII競走の1つ。単に「記念競輪」や「記念」と略されるほか、それぞれの競輪場で独特の呼び名がある。
以降は特記が無い限り、2014年4月以降の制度について記述する。

## 概要
その競輪場が作られた事を記念して、各競輪場で毎年度1回行われるGIII競走であり、年度（当年4月〜翌年3月）ごとに34節が開催される。特別競輪（GI・GII）が行われない競輪場では、1年の中で最大のメインイベントとなる。
各競輪場ごとに「○○賞」や「××カップ」といった呼び名があり（後述）、それぞれの地元で定着しているものが多い。レースタイトルとしては「開設●●周年記念○○賞」などといった形になる。
なお、GIII競走は開設記念競輪だけでなく、この開設記念競輪をナイターで実施する競輪場では同年度中にもう一節ナイターGIIIが行われるほか、支援競輪または協賛競輪としても開催されているが、優勝者への扱いは記録として別のものとなる。
各競輪場ごとに、過去のGIII（グレード制導入以前、ないし開設記念競輪以外のGIIIも含む）の優勝者についてはこちら（ここから個別に検索したい競輪場のタブをクリック）を検索のこと。なお、2004年度以降のGIIIについてはレースリポートも併せて掲載されている。

### 開催時期
各競輪場とも開催時期については明確に定められているわけではなく、毎年同じ時期に開催される競輪場もあれば、GI・GIIの開催スケジュールの関係で時期が流動的になっている競輪場もある。また、改修工事などの都合で自場で開催できない場合は周辺の競輪場を借り上げて代替開催するケースもある。
現在は高い売り上げが見込める休日に決勝戦を充てるケースが多く、木曜・金曜・土曜・日曜のパターンで開催されることが多いが、特別競輪が開催された直後に行われる開設記念競輪では土曜・日曜・月曜・火曜で開催されることが多い。
競輪では規程により当該年次で4日間制以上のGIまたはGIIを開催する競輪場では開設記念競輪を行わないことになっているため、GIを多く開催している弥彦競輪場では2011年から2015年まで5年間開設記念競輪が開催されなかったほか、同じくGIを多く開催している岸和田競輪場でも2015年からGI開催スケジュールが決定している2025年までの10年間で開設記念競輪は僅か2回しか開催していない（弥彦競輪場#歴代記念競輪優勝者、岸和田競輪場#歴代記念競輪優勝者も参照）。また、小倉競輪場では毎年GI「競輪祭」を開催しているため開設記念競輪は行われない。なお、花月園競輪場の廃止後に実施された『花月園メモリアル』が代替開催されていた年に限り、川崎競輪場と小田原競輪場では年間2回開催されていた。
開設記念ないし特別競輪の開催は、ナイター競走の発売体制が全国的には不十分であることから、原則通常の昼間開催で行なわれているが、2002年2月に門司記念競輪前節代替にあたる小倉競輪『浜田賞』がナイターで開催されたほか、川崎競輪場では2017年より初めて本格的にナイターで行なわれ、以降は年間のうち数節がナイターでの記念競輪となっている。四日市競輪場のみ、開設記念競輪を2019年以降ナイター固定で実施している。
GI競走でも、競輪祭が2018年より、オールスター競輪が2021年より、それぞれナイターで行われている。

### 賞金
2024年度の優勝賞金は520万円で、賞金総額は誘導手当込みで8917万5000円（一部帰郷あり）ないし9040万4000円（一部帰郷なし）。この賞金額は開設記念競輪ではないGIIIより高く設定されており、賞金としてもGIIIの中でも上位格として位置づけられいる。
なお、競輪場によっては優勝者に対し、優勝賞金とは別途で副賞が支給されることもあり、2015年5月の湘南ダービー（平塚）では1000万円（例年の3倍）という破格の優勝賞金（副賞を含む）が設定されたこともあった。
2014年度までは、過去の売上実績に基づいた号地基準により、競輪場ごとに賞金設定が異なっていた（1〜5号の5段階）が、2015年度より全場統一されており、競輪場に関係なく開設記念で支給される賞金は同額である（なお、競艇では現状もこの制度が維持されている）。

### 出場選手
S級選手が斡旋される。S班の選手は9人中数名が、その他はS1・S2の選手で、合わせて108名が斡旋される。競艇の周年記念競走とは異なり施行者希望選手の制度は無いが、ホームバンクとする選手が多く斡旋される傾向にある。ただしKEIRINグランプリの前後の記念はS班選手（およびグランプリ出場が確定した選手）の欠場が増加し、メンバーが手薄になる傾向にある。

### 概定番組表
以下は、2020年10月以降から採用。
- 初日
  - 第1レース〜第11レース：「一次予選」 合計11レース行われ、各レース1～4着の44名と5着のうち競走得点上位10名が「二次予選」に進出。
  - 第12レース：「初日特選」 失格しない限り9名全員が「二次予選」進出。

※初日特選は、S班の選手全員と1班の選手のうち直近4ヶ月間の平均競走得点上位者の合計9名が選抜される。
- 2日目
  - 第1レース〜第5レース：「選抜」 合計5レース行われる。
  - 第6レース〜第12レース：「二次予選」 合計7レース行われ、各レース1～3着の21名と4着のうち初日着順最上位6名（初日特選出走者が優先）が「準決勝」進出。
- 3日目
  - 第1レース〜第3レース：「一般」 合計3レース行われる。最終日の第6レースが企画レースになる場合は、各レース7着以下の9名が最終日を待たずに帰郷となる（予選落ち）。
  - 第4レース〜第6レース：「選抜」 合計3レース行われる。
  - 第7レース〜第9レース：「特選」 合計3レース行われる。
  - 第10レース〜第12レース：「準決勝」 合計3レース行われ、各レース1〜3着の9名が「決勝」進出。
- 4日目（最終日）※企画レースがない場合
  - 第1レース～第3レース：「一般」 合計3レース行われる。
  - 第4レース～第6レース：「選抜」 合計3レース行われる。
  - 第7レース～第9レース：「特選」 合計3レース行われる。
  - 第10レース～第11レース：「特別優秀」 合計2レース行われる。
  - 第12レース：「決勝」 優勝者には優勝インタビューやウイニングランなどが執り行われる。

- 企画レースを実施する開催では、上記4日目の「一般」が2レースに減少する。2018年度以降は基本的に最終日の第3・第6・第9レースのいずれかに行われる[注釈 8]。2020年6月以降は、COVID-19の影響と対策として競走参加選手数を抑制しているため、企画レースの開催は以下に限られている（以下は2025年以降）。
  - 6月ないし12月 - S級への昇級またはA級2班への昇班を賭けたレインボーカップ（A級ファイナル、A級チャレンジファイナル）
  - 3月 - 男子新人選手によるルーキーチャンピオンレース

## 歴史
競輪創成期の頃は、開催システムそのものが統一されておらず、「前後節3日間ずつ」や「片節3日間のみ」という開催もあれば、「6日間連続」の開催をするところもあった。また、「オールA級」と「オールB級」という形で分かれていたり、片節が女子だけというケースもあり、選手の選抜方式も統一されていなかった。実施方式は1968年頃にA級10レース制にほぼ統一されたと考えられ、1983年のKPK実施後に 、「前後節各3日間開催」でS級6レース、A級4レースの「二本立てトーナメント」という、長らく踏襲されることになるシステムに全場で統一された。
- 1983年4月：競輪プログラム改革構想 （KPK）の導入に伴い、新たに設けられたS級とA級の二本立てトーナメントとなる（S級6レース、A級4レース）。
- 1985年12月：1968年の開催を最後に休止を余儀なくされていた甲子園競輪場での開催が再開される。
- 2002年4月：川崎53周年記念より、年度3日制2節から年度4日制1節となり、出場資格もS級選手のみとなる。レース数は変わらず、1日11レース。
- 2010年7月：京王閣61周年記念より、初日の選抜競走の撤廃、二次予選のA・B、準決勝のA・B・Cの区分けを無くし1本化した概定番組の大幅な改定がなされる。
- 2014年4月：西武園64周年記念より、初日〜3日目を各1レース増やして全12レース、4日目を全11レースとする番組に変更。同時に、途中帰郷のシステムも加えられる。
- 2019年1月：立川67周年記念より、初日を一次予選11レースと特別選抜1レースとし、2日目は優秀競走を廃止し二次予選A4レースと二次予選B3レースとする番組に変更[4]。
- 2020年2月：政府及び関係省庁からのCOVID-19の影響と感染拡大防止を目的としたイベント開催規模縮小の要請により、2月27日から全ての競輪場において無観客開催での開催になった[5]ことを受けて、2月27日からの奈良69周年記念〜7月2日からの小松島70周年記念までは無観客で実施された。なお4月9日からの平塚70周年記念と4月16日からの西武園70周年記念と5月16日からの函館70周年記念は、緊急事態宣言の対象地区に入っている関係で開催中止になった。
- 2020年7月：7月〜9月までの間全レース7車立て・9レース制とする番組に変更。
- 2020年10月：2日目を二次予選7レースとする番組に変更。

## 競輪場ごとの呼称
各競輪場ごとの呼び名は、歴史にちなんだもの、地域の名物にちなんだものなど、様々なものが存在する。
また、初日のシード戦である初日特選競走にも各競輪場ごとに個別のタイトル名が付けられている。優秀競走の勝利者は、決勝戦の優勝者とは別に、ここで表彰されることがある。

### 各競輪場の記念競輪（2025年現在）
付けられた愛称を列挙する。
| 地区   | 競輪場     | 記念競輪 | 備考 |
| ------ | ---------- | --- | --- |
| 北日本 | 函館       | 五稜郭杯争奪戦 | |
| 北日本 | 青森       | みちのく記念 善知鳥杯争奪戦 | |
| 北日本 | いわき平   | いわき金杯争奪戦 | |
| 関東   | 弥彦       | ふるさとカップ | |
| 関東   | 前橋       | 三山王冠争奪戦 | |
| 関東   | 取手       | 水戸黄門賞 | |
| 関東   | 宇都宮     | 第××回レジェンド神山雄一郎カップ                                                                                                  | |
| 関東   | 大宮       | 東日本発祥倉茂記念杯 | 東日本発祥○○周年記念 |
| 関東   | 西武園     | ゴールド・ウイング賞 | |
| 関東   | 京王閣     | ゴールドカップレース | |
| 関東   | 立川       | 鳳凰賞典レース | |
| 南関東 | 松戸       | 燦燦ダイヤモンド滝澤正光杯 | |
| 南関東 | 川崎       | 桜花賞・海老澤清杯 | |
| 南関東 | 平塚       | 湘南ダービー | |
| 南関東 | 小田原     | 北条早雲杯争奪戦 | |
| 南関東 | 伊東温泉   | 椿賞争奪戦 | |
| 南関東 | 静岡       | たちあおい賞争奪戦 | |
| 中部   | 豊橋       | ちぎり賞争奪戦 | |
| 中部   | 名古屋     | 金鯱賞争奪戦 | |
| 中部   | 岐阜       | 長良川鵜飼カップ | |
| 中部   | 大垣       | 水都大垣杯 | |
| 中部   | 富山       | 瑞峰立山賞争奪戦 | |
| 中部   | 松阪       | 蒲生氏郷杯王座競輪 | |
| 中部   | 四日市     | 泗水杯争奪戦 | |
| 近畿   | 福井       | 不死鳥杯 | |
| 近畿   | 京都向日町 | 平安賞 | |
| 近畿   | 奈良       | 春日賞争覇戦 | |
| 近畿   | 和歌山     | 和歌山グランプリ | |
| 近畿   | 岸和田     | 岸和田キング争覇戦 | |
| 中国   | 玉野       | 瀬戸の王子杯争奪戦 | |
| 中国   | 広島       | ひろしまピースカップ | |
| 中国   | 防府       | 周防国府杯争奪戦 | |
| 四国   | 高松       | 玉藻杯争覇戦 | |
| 四国   | 小松島     | 阿波おどり杯争覇戦 | |
| 四国   | 高知       | よさこい賞争覇戦 | |
| 四国   | 松山       | 金亀杯争覇戦 | |
| 九州   | 小倉       | 競輪祭を毎年開催しているため、記念競輪は開催されない。 ※2018・2019年度は、代替となる3日制GIII競走・小倉濱田翁カップが開催された。 | 競輪祭を毎年開催しているため、記念競輪は開催されない。 ※2018・2019年度は、代替となる3日制GIII競走・小倉濱田翁カップが開催された。 |
| 九州   | 久留米     | 第××回中野カップレース | |
| 九州   | 武雄       | 大楠賞争奪戦 | |
| 九州   | 佐世保     | 九十九島賞争奪戦 | |
| 九州   | 別府       | オランダ王国友好杯 | |
| 九州   | 熊本       | 火の国杯争奪戦 | |

- TIPSTAR DOME CHIBAでは記念競輪の開催はない。

廃止となった競輪場
「」内は優秀競走。
- 西宮競輪場（2002年3月末日廃止）…阪急ダイヤモンド賞（※当時は前節3日間・後節3日間で開催）
- 甲子園競輪場（2002年3月末日廃止）…甲子園ゴールデン杯（※当時は前節3日間・後節3日間で開催）
- 門司競輪場（2002年3月末日廃止）…前節・関門賞／後節・レトロカップ（※当時は前節3日間・後節3日間で開催）
- 花月園競輪場（2010年3月末日廃止）…菊花賞典「あすか賞」（花月園廃止後も記念競輪は『花月園メモリアル』に移行し、2014年まで川崎および小田原に引き継ぎ）
- 大津びわこ競輪場（2011年3月末日廃止）…2010年まで毎年高松宮記念杯競輪を開催していたため、記念競輪は開催されなかった
- 観音寺競輪場（2012年3月末日廃止）…ことひき賞争奪戦「ちょうさ賞」
- 一宮競輪場（2014年3月末日廃止）…毛織王冠争奪戦「織姫賞」※「開場○○周年記念」
- 千葉競輪場（旧）（本場は2017年12月17日廃止。以後2020年まで松戸で代替開催後、松戸に引き継ぎ）…滝澤正光杯「千葉マリーンカップ」

競輪オフィシャルサイトでは、記念競輪名を『「○○競輪+開設（開場／東日本発祥）○○周年記念+「愛称」』の順で表記する（例：立川競輪開設58周年記念「鳳凰賞典レース」）。 同サイトでは記念競輪名に (GIII) を入れる場合『○○記念 (GIII)』の様に記念の後ろに (GIII) を入れて「愛称」を省略するが、開催情報では 「愛称」のみの表記になる。